# Eudesmia ruficollis
Eudesmia ruficollis là một loài bướm đêm thuộc phân họ Arctiinae, họ Erebidae.